# Психология «Я»
Психология «Я» (также психология самости) — раздел психологии, посвящённый изучению когнитивной, конативной или аффективной репрезентации собственной личности. Самая ранняя формулировка понятия Я в современной психологии основывалась на различении между субъективным и объективным представлением о самости.
Современная психология отводит понятию Я важную роль в мотивации, познании и социальной идентичности человека.
Понятие «Я» состоит из многих составляющих, таких как самосознание, самооценка, самопознание и самовосприятие.

## Оценка концепции
Понятие «Я» широко распространено в западной психологии. Оно постоянно используется в таких областях, как психотерапия и самопомощь. Понятие «Я» подвергалось критике на том основании, что оно рассматривается как необходимое для функционирования механизмов развитого капитализма. В книге «Изобретая себя: психология, власть и личность» английский социолог Николас Роуз (1998) утверждает, что психология зачастую используется для создания ложного чувства собственной значимости. Понятие Я долгое время считалось центральным элементом любого опыта, являясь основой сознания.

## Социальная психология
Символический интеракционизм подчёркивает «социальную основу самосознания индивида», утверждая, что «я» — это продукт социальной структуры,. При этом вместо понятий класса, расы и гендера эта теория стремится понять как человек проживает свою жизнь в индивидуальном порядке.
Социальная психология считает, что «одна из самых важных жизненных задач, с которыми сталкивается каждый из нас, — это стремление понять, кто мы есть и что мы думаем о себе». Это позволяет лучше понять себя, свои способности и предпочтения для того, чтобы принимать решения, которые больше всего подходят именно нам.

## Составные части Я

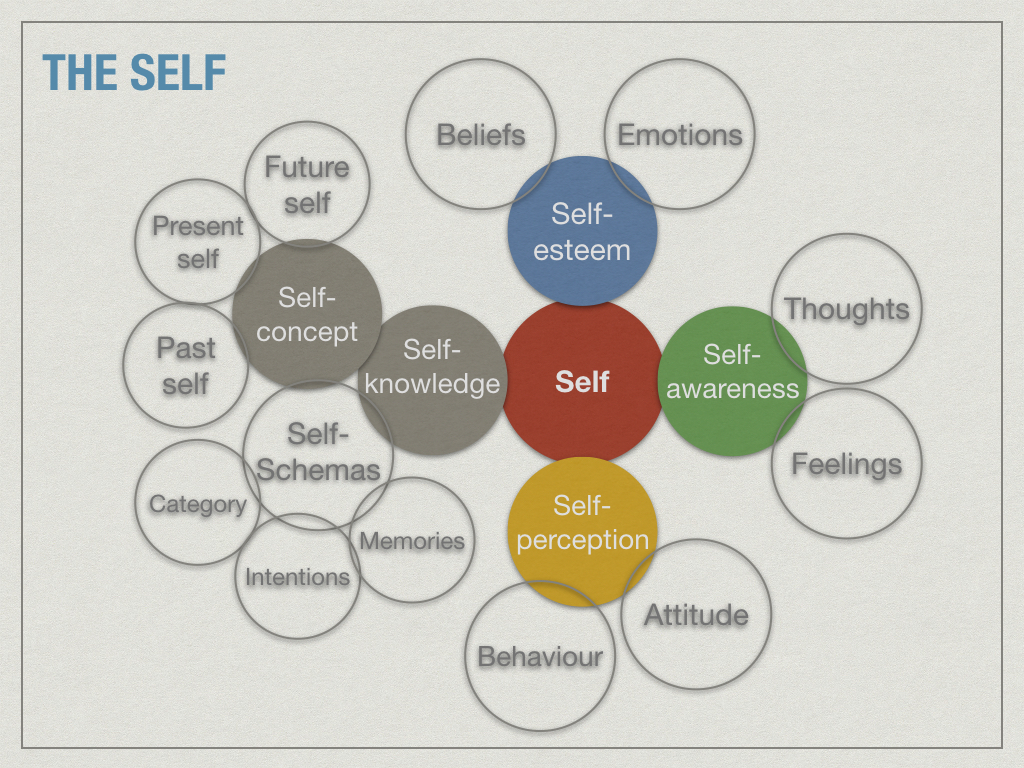
Самовосприятие человека определяется его самооценкой, самопознанием, самоуважением и социальным Я

«Я» — это неотъемлемая часть личности человека, которая позволяет общаться с другими. «Я» состоит из трёх основных частей, которые обеспечивают выполнение этой задачи: самопознание, межличностное Я и «Я-агент».

### Самосознание
Самосознание иногда называют Я-концепцией. Эта функция позволяет собирать и накапливать мнения о себе. Сюда входят: самоанализ, социальные сравнения и самовосприятие.

### Межличностное Я
Межличностное Я иногда называют также публичным Я. Эта функция позволяет устанавливать связи с другими людьми. Межличностное Я проявляется в ситуациях членства в тех или иных группах, отношениях сексуального партнёрства, социальных ролях человека и его репутации.

### «Я-агент»
«Я-агент» — это часть Я, отвечающая за поступки и действия. Эта часть Я включает в себя принятие решений, самоконтроль, принятие на себя ответственности и активное реагирование. Например, человек может испытывать желание есть нездоровую пищу, однако его «Я-агент» позволяет отказаться от её употребления и выбрать более здоровую.

## Практическая психология
Анализ внутреннего «Я» находит широкое применение в психологической практике.

### Нарциссизм
Выстраивание «Я», которое субъект сможет любить — здоровый процесс. Без адекватной самооценки индивиду угрожает т.н. «глубинный нарциссизм». По мнению специалистов, следует прежде всего научиться быть честными с собой.

### Комментарии
1. ↑  Глубинные нарциссы склонны воспринимать окружающих как продолжение себя — так называемые самообъекты. Другие люди существуют для них лишь как инструменты для получения внимания и подтверждения собственной значимости[10].

### Сноски
1. ↑  James, W. (1891). The Principles of Psychology, Vol.1. Cambridge, MA: Harvard University Press. (Original work published 1891)
2. ↑  Sedikides, C. & Spencer, S. J. (Eds.) (2007). The Self. New York: Psychology Press
3. ↑  Tapu, CS (2001). Hypostatic Personality: Psychopathology of Doing and Being Made. Premier, p. 114. ISBN 973-8030-59-5.
4. ↑  Colin Fraser, "Social Psychology" in Richard Gregory, The Oxford Companion to the Mind (Oxford 1987) p. 721-2
5. ↑  Handbook of Social Psychology. — ISBN 9789400767713.
6. ↑  Handbook of Symbolic Interactionism. — ISBN 978-0759100923.
7. ↑  Social Psychology: Fourth Edition :  [англ.]. — ISBN 9781136845116. Архивная копия от 9 июля 2021 на Wayback Machine
8. ↑  E. R. Smith/D. M. Mackie, Social Psychology (2007) pp. 136-137
9. 1 2 3 4  Baumeister, Roy F., and Brad J. Bushman. "The Self." Social Psychology and Human Nature. 2nd ed. Belmont, CA: Cengage Learning, 2011. 57–96. Print.
10. 1 2  Грин, 2021, с. 78.